# Bahnhof Staffel
Der Bahnhof Staffel (auch als Limburg-Staffel bezeichnet) ist ein Trennungsbahnhof mit denkmalgeschütztem Empfangsgebäude im Limburger Stadtteil Staffel. Hier zweigt die Unter- von der Oberwesterwaldbahn ab.

## Gebäude

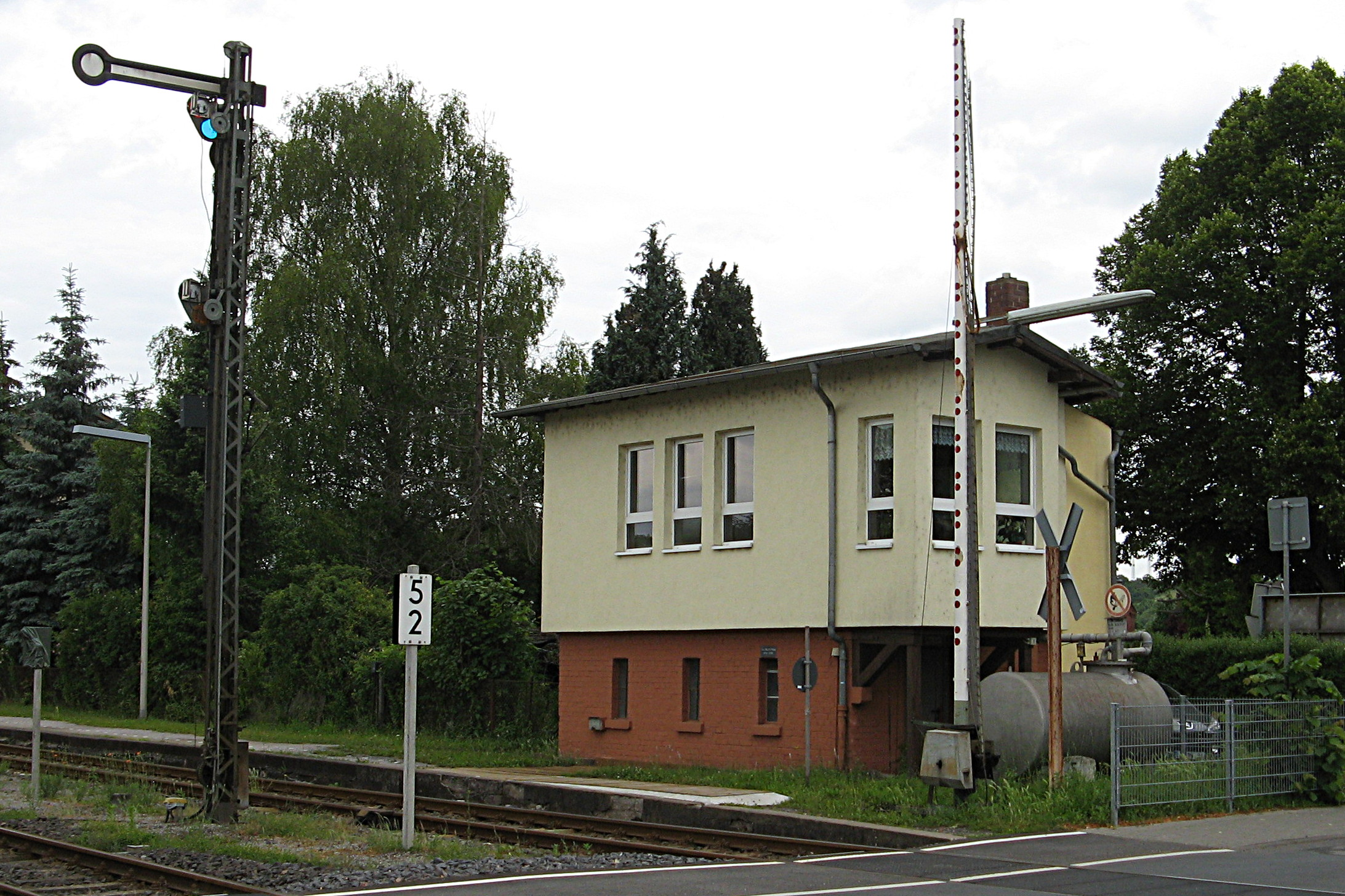
Bahnhof Staffel: Stellwerk Süd

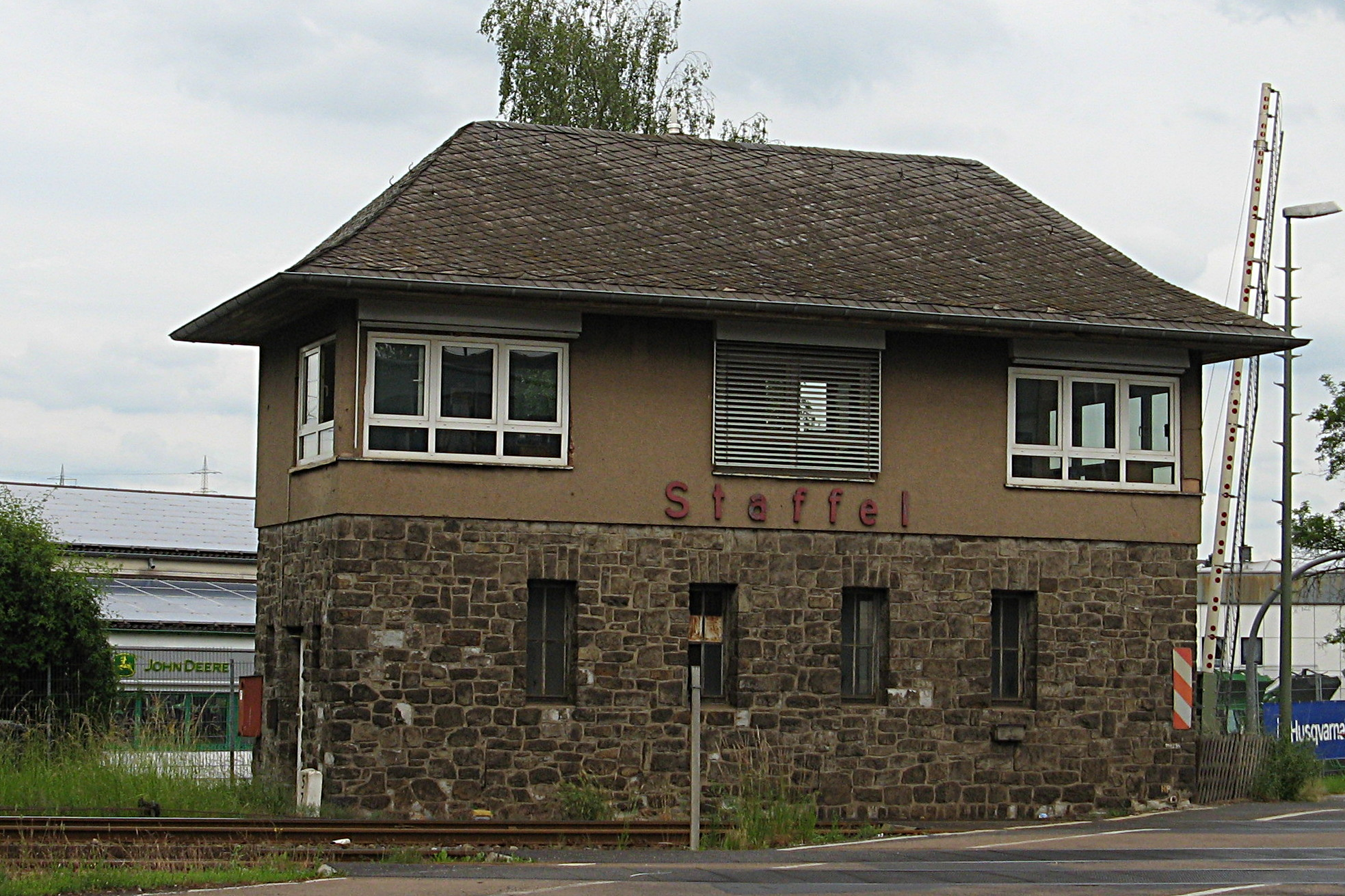
Bahnhof Staffel: Stellwerk Nord

Das Bahnhofsgebäude wurde 1870 im Zuge der Erbauung des Teilstücks Limburg–Westerburg der Oberwesterwaldbahn errichtet. Architekt des zweigeschossigen Putzbaus ist vermutlich Heinrich Velde. Das klassizistische Gebäude steht östlich der Gleise und war ursprünglich fünfachsig, wurde aber nachträglich nach Süden hin verlängert. Auf der dem Ort zugewandten Seite des Dachs befindet sich ein Zwerchhaus.
Nach Norden schließt sich ein niedriger, verputzter Güterschuppen aus Fachwerk an. In Sichtweite befindet sich zudem das 1890 errichtete Stellwerk der Unterwesterwaldbahn. Der Kleinbau verfügt über ein Sockelgeschoss aus Backstein, das Obergeschoss ist ausgekragt und mit großen Fenstern versehen. 
Etwa 250 Meter nördlich des Bahnhofs befindet sich das 1925 errichtete Stellwerk, ebenfalls für die Unterwesterwaldbahn. Es handelt sich um einen Kleinbau mit gemauertem Erdgeschoss, verputztem Stockwerk und Walmdach. 

## Geschichte
Das Teilstück der Oberwesterwaldbahn zwischen Staffel und Hadamar wurde am 1. Januar 1870 eröffnet, die Unterwesterwaldbahn nahm am 30. Mai 1884 ihren Betrieb auf. Die Strecke zwischen Limburg und Staffel ging am 10. Dezember 1888 in Betrieb, nachdem zum Oktober 1886 bereits der Streckenabschnitt von Hadamar nach Westerburg eröffnet worden war.

## Verkehr

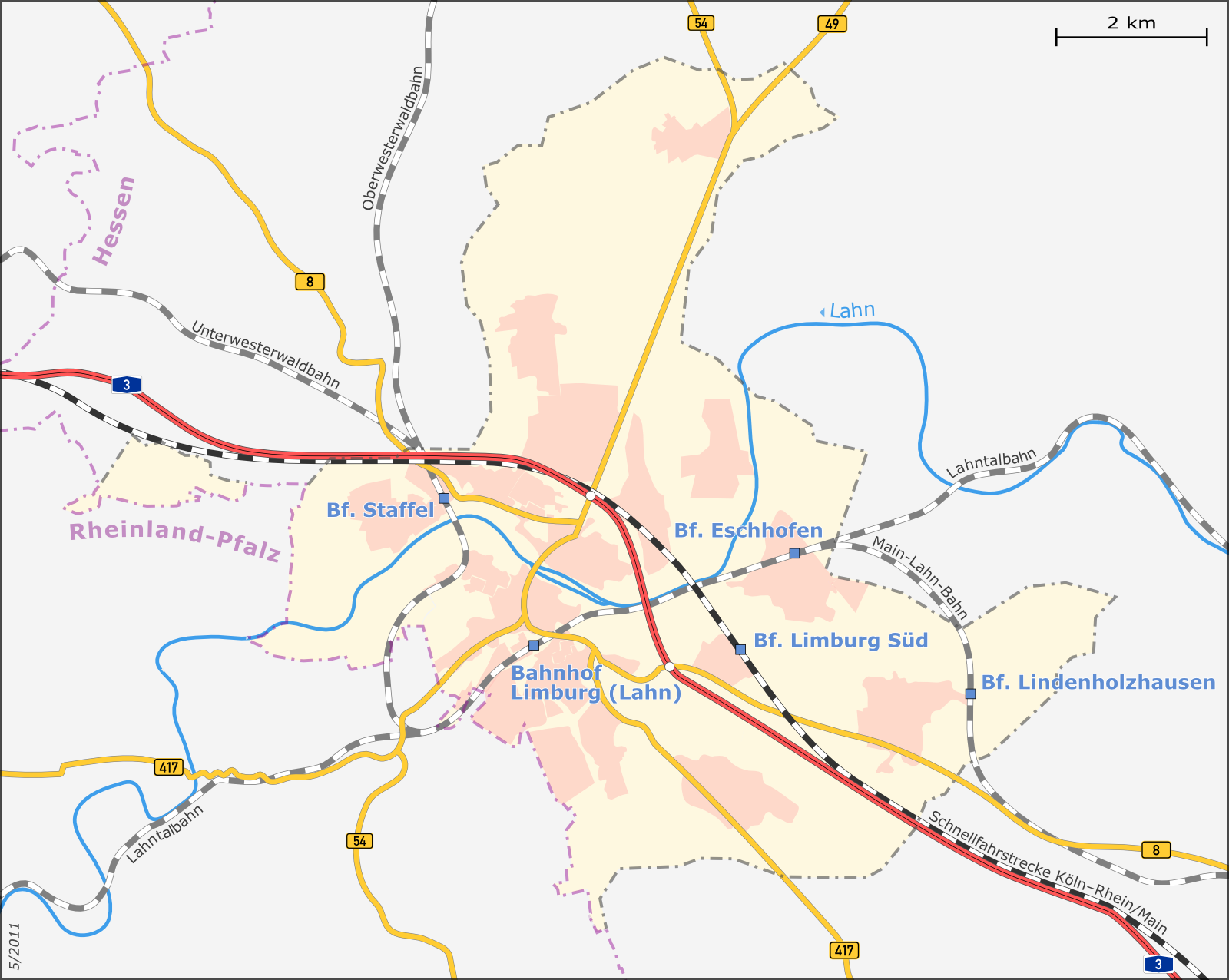
Lage des Bahnhofs Staffel in Limburg a.d. Lahn

Der Bahnhof Staffel liegt in der Tarifzone 6001 des Rhein-Main-Verkehrsverbund (RMV), seit dem 1. Januar 2017 gilt der Tarif des Verkehrsverbund Rhein-Mosel (VRM) ebenso als Übergangstarif, sofern der Start/Zielbahnhof der Fahrt im VRM-Gebiet liegt, welches seit diesem Zeitpunkt auch den Westerwaldkreis umfasst. Im Bahnhof Staffel halten die Regionalbahnlinien RB 29 und RB 90, welche von der Hessischen Landesbahn (HLB), Betriebsbereich Dreiländerbahn betrieben werden. Staffel hat somit umsteigefreie Bahnverbindungen nach Hadamar, Westerburg, Hachenburg, Altenkirchen, Betzdorf, Siegen Hbf, Montabaur und Siershahn sowie in die Innenstadt von Limburg. Die Fahrtzeit nach Limburg beträgt 7 Minuten.
| Linie | Verlauf | Takt   |
| ----- | --- | ------ |
| RB 29 | Unterwesterwaldbahn: Limburg (Lahn) – Diez Ost – Staffel – Elz (Limburg/Lahn) Süd – Niedererbach – Dreikirchen – Steinefrenz – Girod – Goldhausen – Montabaur – Dernbach (Westerw) – Wirges – Siershahn | 60 min |
| RB 90 | Westerwald-Sieg-Bahn: (Kreuztal – Siegen-Geisweid – Siegen-Weidenau –)* Siegen Hbf – Eiserfeld (Sieg) – Niederschelden Nord – Niederschelden – Mudersbach – Brachbach – Freusburg Siedlung – Kirchen – Betzdorf (Sieg) – Scheuerfeld (Sieg) – Niederhövels – Wissen (Sieg) – Etzbach – Au (Sieg) – Geilhausen – Hohegrete – Breitscheidt (Kr Altenkirchen Ww) – Kloster Marienthal (wochentags zweistdl.) – Obererbach – Altenkirchen (Westerwald) – Ingelbach – Hattert – Hachenburg – Unnau-Korb – Nistertal-Bad Marienberg (– Büdingen (Westerw) – Enspel – Rotenhain) (zweistündlich) – Langenhahn – Westerburg – Willmenrod – Berzhahn – Wilsenroth – Frickhofen – Niederzeuzheim – Hadamar – Niederhadamar – Elz (Kr Limburg/Lahn) – Staffel – Diez Ost – Limburg (Lahn) * einzelne Züge an Werktagen Stand: Fahrplanwechsel Dezember 2024 | 60 min |